# Michaelston-y-Fedw
Michaelston-y-Fedw (en anglais) ou Llanfihangel-y-fedw (en gallois) est un village et une communauté du borough de comté de Newport, au pays de Galles.

## Géographie
Michaelston-y-Fedw est situé à 9 km au sud-ouest du centre-ville de Newport, au nord de l'autoroute M4 qui relie le sud du pays de Galles à Londres.. La communauté comprend également le hameau de Lower Michaelston.

## Démographie
Au recensement de 2011, la communauté de Michaelston-y-Fedw comptait 296 habitants.

## Culture locale et patrimoine
La communauté de Michaelston-y-Fedw abrite quatre monuments classés. Parmi eux, l'église paroissiale Sainte-Michel, qui remonte au XIIIe siècle, est un monument classé de grade II*, signalant un édifice « particulièrement important ou d'un intérêt spécial ».